# Pokémon: Arceus i Klejnot Życia
Pokémon: Arceus i Klejnot Życia (jap. 劇場版ポケットモンスター ダイヤモンド&パール アルセウス 超克の時空へ Gekijōban Poketto Monsutā Daiyamondo & Pāru: Aruseusu Chōkoku no Jikū e; ang. Pokémon: Arceus and the Jewel of Life) – dwunasty film o Pokémonach na podstawie anime Pokémon.

## Dubbing
| Postać   | Japoński dubbing   | Angielski dubbing |
| -------- | ------------------ | ----------------- |
| Ash      | Rica Matsumoto     | Sarah Natochenny  |
| Dawn     | Megumi Toyoguchi   | Emily Bauer       |
| Pikachu  | Ikue Ōtani         | Ikue Ōtani        |
| Brock    | Yūji Ueda          | Bill Rogers       |
| Jessie   | Megumi Hayashibara | Michele Knotz     |
| James    | Shin'ichiro Miki   | Carter Cathcart   |
| Meowth   | Inuko Inuyama      | Carter Cathcart   |
| Narrator | Unshō Ishizuka     | Rodger Parsons    |
| Sheena   | Kii Kitano         | Carrie Keranen    |
| Kevin    | Yūji Kishi         | Wayne Grayson     |
| Damos    | Masahiro Takashima | Dan Green         |
| Gishin   | Kōichi Yamadera    |                   |
| Arceus   | Akihiro Miwa       | Tom Wayland       |

### Polski dubbing
Wersja polska: SDI Media Polska

Dialogi i teksty piosenek: Anna Wysocka

Wystąpili:
- Hanna Kinder-Kiss – Ash Ketchum
- Beata Wyrąbkiewicz – Dawn
- Waldemar Barwiński – Arceus
- Marek Włodarczyk – Brock
- Agnieszka Fajlhauer – Sheena
- Andrzej Chudy – Damos
- Piotr Bajtlik –
  - Marcus,
  - człowiek przygotowujący jedzenie
- Izabela Dąbrowska – Jessie
- Jarosław Budnik – James
- Mirosław Wieprzewski – Meowth
- Grzegorz Kwiecień – Kevin
- Artur Pontek –
  - Kato,
  - Jeden z żołnierzy armii Marcusa
- Wojciech Machnicki – Tapp (strażnik Damosa)
- Marek Robaczewski –
  - Jeden ze strażników,
  - Mężczyzna na polu
- Bożena Furczyk

i inni
Wykonanie piosenek:
- „Battle Cry (Stand Up!)”: Katarzyna Łaska oraz chór

Lektor tytułu: Jacek Brzostyński